# Ivan Tomić
Ivan Tomić (in serbo Иван Томић?; Belgrado, 1º gennaio 1976) è un allenatore di calcio, dirigente sportivo ed ex calciatore serbo.

## Carriera

### Calciatore

#### Club
Nella sua carriera, Tomić ha giocato per il Partizan Belgrado dal 1993 al 1998 ( 82 presenze in campionato e 24 gol) e dal 2004 al 2007 (51 presenze 4 gol) , per la Roma (15 presenze totali in Serie A) con cui ha vinto la Supercoppa Italiana 2001, per il Deportivo Alavés  (fra i due prestiti 38 presenze e 3 gol in campionato) e per il Rayo Vallecano (5 presenze). Dopo la seconda parentesi al Partizan nel 2007 si ritira dal calcio giocato.

#### Nazionale
Nel 1997 ha giocato 1 partita andando anche in gol con la Nazionale Under-21 di calcio della Jugoslavia.
Dal 1998 al 2001 ha giocato invece 5 partite con la Nazionale maggiore della Jugoslavia.

### Allenatore
È stato il direttore sportivo del Partizan. Nel 2014 è stato il vice dell'allenatore della Nazionale di calcio della Serbia mentre nel 2014-2015 ha allenato la Nazionale Under-19 di calcio della Serbia.
Nel 2015 ha allenato il Fudbalski klub Teleoptik in Serbia e dal 2015 è l'allenatore del Partizan Belgrado.

## Statistiche

### Cronologia presenze e reti in nazionale
| Cronologia completa delle presenze e delle reti in nazionale ― Jugoslavia | Cronologia completa delle presenze e delle reti in nazionale ― Jugoslavia | Cronologia completa delle presenze e delle reti in nazionale ― Jugoslavia | Cronologia completa delle presenze e delle reti in nazionale ― Jugoslavia | Cronologia completa delle presenze e delle reti in nazionale ― Jugoslavia | Cronologia completa delle presenze e delle reti in nazionale ― Jugoslavia | Cronologia completa delle presenze e delle reti in nazionale ― Jugoslavia | Cronologia completa delle presenze e delle reti in nazionale ― Jugoslavia |
| Data                                                                      | Città                                                                     | In casa                                                                   | Risultato                                                                 | Ospiti                                                                    | Competizione                                                              | Reti                                                                      | Note                                                                      |
| ------------------------------------------------------------------------- | ------------------------------------------------------------------------- | ------------------------------------------------------------------------- | ------------------------------------------------------------------------- | ------------------------------------------------------------------------- | ------------------------------------------------------------------------- | ------------------------------------------------------------------------- | ------------------------------------------------------------------------- |
| 24-2-1998                                                                 | Mar del Plata                                                             | Argentina                                                                 | 3 – 1                                                                     | Jugoslavia                                                                | Amichevole                                                                | -                                                                         | 57’                                                                       |
| 25-4-2001                                                                 | Belgrado                                                                  | Jugoslavia                                                                | 0 – 1                                                                     | Russia                                                                    | Qual. Mondiali 2002                                                       | -                                                                         |                                                                           |
| 2-6-2001                                                                  | Mosca                                                                     | Russia                                                                    | 1 – 1                                                                     | Jugoslavia                                                                | Qual. Mondiali 2002                                                       | -                                                                         |                                                                           |
| 15-8-2001                                                                 | Belgrado                                                                  | Jugoslavia                                                                | 2 – 0                                                                     | Fær Øer                                                                   | Qual. Mondiali 2002                                                       | -                                                                         |                                                                           |
| 6-10-2001                                                                 | Belgrado                                                                  | Jugoslavia                                                                | 6 – 2                                                                     | Lussemburgo                                                               | Qual. Mondiali 2002                                                       | -                                                                         | 72’                                                                       |
| Totale                                                                    |                                                                           | Presenze                                                                  | 5                                                                         |                                                                           | Reti                                                                      | 0                                                                         |                                                                           |

## Palmarès

### Giocatore

#### Competizioni nazionali
- Campionati della RF di Jugoslavia: 3

Partizan: 1993-1994, 1995-1996, 1996-1997
- Coppe di Jugoslavia: 2

Partizan: 1993-1994, 1997-1998
- Supercoppa italiana: 1

Roma: 2001
- Campionati di Serbia e Montenegro: 1

Partizan: 2004-2005

### Allenatore

#### Competizioni nazionali
- Coppa di Serbia: 1

Partizan: 2015-2016